# Amphixystis herbulotella
Amphixystis herbulotella är en fjärilsart som beskrevs av Pierre E.L. Viette 1955. Amphixystis herbulotella ingår i släktet Amphixystis och familjen äkta malar.
Artens utbredningsområde är Madagaskar. Inga underarter finns listade i Catalogue of Life.